# Georg zu Ysenburg und Büdingen in Philippseich

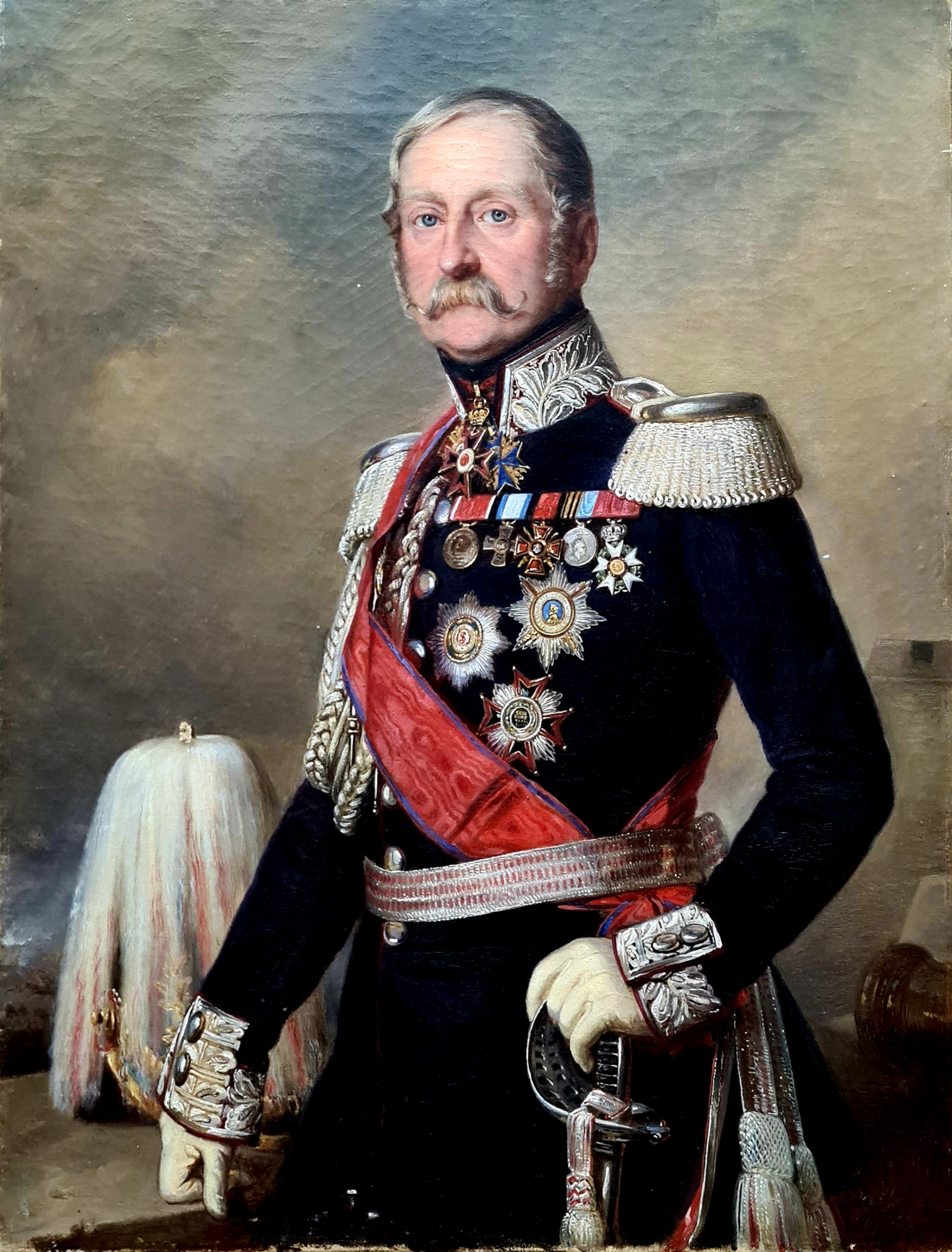
Georg zu Ysenburg-Büdingen

Georg Kasimir Friedrich Ludwig Graf zu Ysenburg-Büdingen (* 15. April 1794 auf Schloss Philippseich; † 26. April 1875 ebenda) war Adjutant des Großherzogs Ludwig II. von Hessen und Mitglied der Kurhessischen Ständeversammlung.

## Leben

### Herkunft und Familie
Georg zu Ysenburg-Büdingen wurde als Sohn des Heinrich Ferdinand zu Ysenburg-Büdingen und dessen Gemahlin Gräfin Amalie Isabelle Sidonie zu Bentheim-Tecklenburg-Rheda (1768–1822) geboren. 
Seine Geschwister waren Karl Ludwig Heinrich Ernst (1796–1863), Vollrath Friedrich (1800–1864), Wilhelm Heinrich Ferdinand (1806–1866), Philippine (1798–1877, ⚭ 14. Oktober 1823 Adolf zu Ysenburg-Büdingen) und Luise (1805–1868, Stiftsdame in Fulda). 
Am 10. Januar 1841 heiratete er in Meerholz Gräfin Bertha zu Ysenburg-Meerholz (1821–1875, Tochter des Grafen Joseph von Ysenburg-Meerholz (1772–1822) und Gräfin Dorothea von Castell-Castell (1796–1864)).

### Wirken
Georg war Generalleutnant im Großherzogtum Hessen und Adjutant des Großherzogs Ludwig II. von Hessen. 1831/1832 war er Mitglied der Kurhessischen Ständeversammlung.